# Paweł Staroń
Paweł Staroń (ur. 12 stycznia 1895 w Targowiskach, zm. 20 lutego 1966 w Szczecinie) – major piechoty Wojska Polskiego.

## Życiorys
Urodził się 12 stycznia 1895 w Targowiskach jako syn Józefa (rolnika) i Anieli z domu Jurczak. Miał brata Tomasza (ur. 1883).
Po wybuchu I wojny światowej w 1914 został wcielony do C. K. Armii i służył w batalionie zapasowym 45 pułku piechoty. W 1917 został referentem personalnym Wojskowego Oddziału Naftowego w Krośnie. 10 września 1918 zdał egzamin dojrzałości w Państwowym Gimnazjum w Sanoku.
Po odzyskaniu przez Polskę niepodległości został przyjęty do Wojska Polskiego w listopadzie 1918. Od tego czasu służył w 45 pułku piechoty Strzelców Kresowych. Został awansowany do stopnia porucznika piechoty ze starszeństwem z dniem 1 czerwca 1919. Następnie zweryfikowany w stopniu porucznika ze starszeństwem z dniem 1 lipca 1919. Od 1918 pełnił funkcję oficera kontrolnego dworca Sanok-Chyrów działającego przy grupie płk. Henryka Minkiewicza. Później został przydzielony do 2 pułku strzelców podhalańskich w Sanoku i w 1919 objął najpierw stanowisko dowódcy dworca oraz komendanta na granicy polsko-czechosłowackiej, a następnie dowódcy dworca Zwiahel i dowódcy przyczółka mostowego na Słuczy. W 1920 został kolejno oficerem ewakuacyjnym na odcinku Dubno-Brody w ramach Szefostwa Kolei Polskich oraz dowódcą dworca Sokal, dowódcą dworca Okręgowej Komendy Transportu Wojskowego we Lwowie. 
W 1921 pełnił kolejno stanowiska dowódcy kadry batalionu zapasowego 38 pułku piechoty Strzelców Lwowskich. Od tego roku był przydzielony do 5 pułku Strzelców Podhalańskich w garnizonie Przemyśl, w którym był dowódcą kompanii i oficerem ewidencji personalnej (w 1923 jako oficer rezerwowy zatrzymany w służbie czynnej, w 1924 jako oficer zawodowy). W 1923 przebywał na kursie w Centralnej Szkoły Strzelania w Toruniu. W 1924 był referentem mobilizacyjnym i referentem w Szefostwie Remontu przy Dowództwie Okręgu Korpusu Nr X w Przemyślu. W 1925 pełnił funkcję oficera instrukcyjnego w Powiatowej Komisji Uzupełnień Sambor. W listopadzie 1927 został przeniesiony z 5 psp do Korpusu Ochrony Pogranicza, z równoczesnym przeniesieniem do kadry oficerów piechoty od 1927 sprawował stanowiska adiutanta 7 batalionu granicznego i dowódcy kompanii granicznej „Krzyżówka”. Później przeniesiony do 6 pułku strzelców podhalańskich w garnizonie Sambor, w którym od 1932 pełnił funkcje dowódcy kompanii oraz adiutanta. Został awansowany do stopnia kapitana ze starszeństwem z dniem 1 stycznia 1931. Od 1937 do 1939 był kierownikiem Placówki Oficerskiej w Samborze Samodzielnego Referatu Informacyjnego Dowództwa Okręgu Korpusu Nr X w Przemyślu. W tym czasie został przeniesiony do korpusu oficerów administracji. W 1939 przystąpił do kursu informacyjno-wywiadowczego Oddziale II Sztabu Głównego Wojska Polskiego.
W czasie kampanii wrześniowej 1939 był dowódcą batalionu wartowniczego z Biecza. 6 września jego batalion został podporządkowany dowódcy 3 Brygady Górskiej. Po uwolnieniu z niewoli wrócił do kraju i czynił starania o przyjęcie do Wojska Polskiego. Później został zatrudniony w centrum przemysłu naftowego w Szczecinie. Był poddany inwigilacji przez Sekcję 4 Wydziału I Wojewódzkiego Urzędu Bezpieczeństwa Publicznego w ramach sprawy agenturalnego rozpracowania pod kryptonimem „Start”.
W dniu 20 września 1919 w Sanoku poślubił pochodzącą z tego miasta Janinę Wiktorię Kuczyńską (1897–1970). Mieli synów: Stanisława Jana (ur. 21 września 1920, profesor nauk politycznych na Uniwersytecie Vermontu, zm. 1966) i Zdzisława (mąż artystki malarki i rzeźbiarki Genowefy Staroń). Paweł Staroń zmarł przed 1970. Zmarł 20 lutego 1966 i został pochowany na cmentarzu Centralnym w Szczecinie.

## Odznaczenie
- Srebrny Krzyż Zasługi (18 marca 1932)[25]